# 109. Kongress der Vereinigten Staaten
Der 109. Kongress der Vereinigten Staaten  ist die Legislaturperiode von Repräsentantenhaus und Senat in den Vereinigten Staaten zwischen dem 4. Januar 2005 und dem 3. Januar 2007. Alle 435 Abgeordneten des Repräsentantenhauses sowie 34 der 100 Senatoren (Klasse III) waren am 2. November 2004 in den Kongresswahlen gewählt worden. Der Kongress tagte in der amerikanischen Bundeshauptstadt Washington, D.C.

## Die wichtigsten Gesetze
In den beiden Sitzungsperioden des 109. Kongresses – die erste dauerte vom 4. Januar bis zum 22. Dezember 2005, die zweite vom 3. Januar bis zum 9. Dezember 2006 – wurden unter anderem folgende Bundesgesetze verabschiedet (siehe auch: Gesetzgebungsverfahren):
- 17. Februar 2005: Class Action Fairness Act, PL 109-2
- 14. April 2005: Bankruptcy Reform Act of 2005, PL 109-8
- 28. Juli 2005: CAFTA Implementation Act, PL 109-53
- 29. Juli 2005: Energy Policy Act of 2005, PL 109-58
- 10. August 2005: Transportation Equity Act of 2005, PL 109-59
- 22. Dezember 2005: Presidential $1 Coin Act of 2005, PL 109-45

## Zusammensetzung nach Parteien

### Repräsentantenhaus
| Partei | Partei                 | Abgeordnete | Stimmenanteil | Delegierte und Resident Commissioner | Anmerkungen                                           |
| ------ | ---------------------- | ----------- | ------------- | ------------------------------------ | ----------------------------------------------------- |
|        | Republikanische Partei | 233         | 52,9 %        | 1                                    |                                                       |
|        | Demokratische Partei   | 201         | 46,2 %        | 4                                    |                                                       |
|        | Unabhängige            | 1           | 0,2 %         | -                                    | Neigt zur Demokratischen Partei                       |
|        | Leerstehende Sitze     | 3           | 0,7 %         | -                                    | Ab dem 17. Januar, 9. Juni und dem 29. September 2006 |
| Summe  | Summe                  | 435         |               | 5                                    |                                                       |

### Senat
| Partei | Partei                 | Senatoren | Anmerkungen                        |
| ------ | ---------------------- | --------- | ---------------------------------- |
|        | Republikanische Partei | 55        |                                    |
|        | Demokratische Partei   | 44        |                                    |
|        | Unabhängige            | 1         | Tendiert zur Demokratischen Partei |
| Summe  | Summe                  | 100       |                                    |

## Amtsträger

### Repräsentantenhaus
| Amt | Amt                               | Name           | Wahlkreis   | Amtszeit      |
| --- | --------------------------------- | -------------- | ----------- | ------------- |
|     | Sprecher des Repräsentantenhauses | Dennis Hastert | Illinois-14 | 1999 bis 2007 |

#### Führung der Mehrheitspartei
| Amt | Amt             | Name         | Wahlkreis  | Amtszeit                                               |
| --- | --------------- | ------------ | ---------- | ------------------------------------------------------ |
|     | Mehrheitsführer | Tom DeLay    | Texas-22   | 2003 bis 28. September 2005                            |
|     | Mehrheitsführer | Roy Blunt    | Missouri-7 | 28. September 2005 bis 2. Februar 2006 (kommissarisch) |
|     | Mehrheitsführer | John Boehner | Ohio-8     | Ab 2. Februar 2006                                     |
|     | Mehrheitswhip   | Roy Blunt    | Missouri-7 | 2003 bis 2007                                          |

#### Führung der Minderheitspartei
| Amt | Amt               | Name         | Wahlkreis     | Amtszeit      |
| --- | ----------------- | ------------ | ------------- | ------------- |
|     | Minderheitsführer | Nancy Pelosi | Kalifornien-8 | 2003 bis 2007 |
|     | Minderheitswhip   | Steny Hoyer  | Maryland-5    | 2003 bis 2007 |

### Senat
| Amt | Amt                   | Name        | Partei                 | Bundesstaat | Amtszeit      |
| --- | --------------------- | ----------- | ---------------------- | ----------- | ------------- |
|     | Präsident des Senats  | Dick Cheney | Republikanische Partei | Wyoming     | Seit 2001     |
|     | Präsident pro tempore | Ted Stevens | Republikanische Partei | Alaska      | 2003 bis 2007 |

#### Führung der Mehrheitspartei
| Amt | Amt             | Name            | Bundesstaat | Amtszeit      |
| --- | --------------- | --------------- | ----------- | ------------- |
|     | Mehrheitsführer | Bill Frist      | Tennessee   | 2003 bis 2007 |
|     | Mehrheitswhip   | Mitch McConnell | Kentucky    | 2003 bis 2007 |

#### Führung der Minderheitspartei
| Amt | Amt               | Name        | Bundesstaat | Amtszeit      |
| --- | ----------------- | ----------- | ----------- | ------------- |
|     | Minderheitsführer | Harry Reid  | Nevada      | 2005 bis 2007 |
|     | Minderheitswhip   | Dick Durbin | Illinois    | 2005 bis 2007 |